# Stora Björkholmen
Stora Björkholmen, finska: Iso Koivusaari, är en ö i Finland. Den ligger i Finska viken och i kommunen Helsingfors i landskapet Nyland, i den södra delen av landet. Ön ligger nära Helsingfors.
Öns area är 7 hektar och dess största längd är 380 meter i öst-västlig riktning.